# هواوي ميت اكس تي
هواوي ميت إكس تي هو أول هاتف ذكي ثنائي الطي في العالم. أُعلن عنه في 10 سبتمبر 2024 وأُتيح للطلب المسبق في الصين في نفس اليوم.